# ASIC

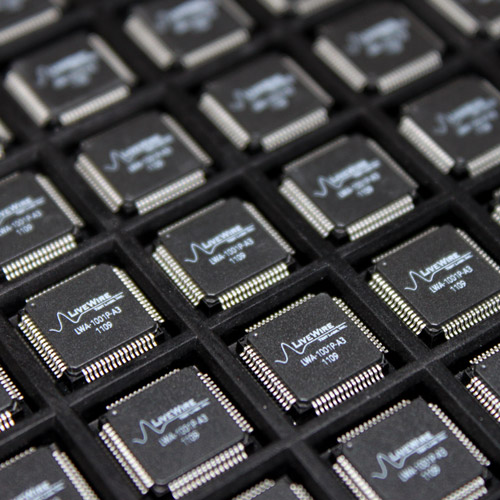
Коробка з інтегральними схемами для специфічного застосування

ASIC (абревіатура від англ. Application-specific integrated circuit, «інтегральна схема для специфічного застосування») — інтегральна схема, спеціалізована для вирішення конкретного завдання. На відміну від інтегральних схем загального призначення, спеціалізовані інтегральні схеми застосовуються в конкретному пристрої та виконують строго обмежені функції, характерні тільки для даного пристрою; внаслідок цього виконання функцій відбувається швидше і, у підсумку, дешевше. Прикладом ASIC може бути мікросхема, розроблена виключно для управління мобільним телефоном, мікросхеми апаратного кодування / декодування аудіо- та відеосигналів (сигнальні процесори).
Мікросхема ASIC має вузьке коло застосування, обумовлене жорстко визначеним набором її функцій.
Різні виробники програмованих мікросхем (ASIC) мають і використовують різні технологічні можливості їхнього виготовлення. При цьому мова йде не тільки про ступінь прогресивності власне технологічних процесів (мінімально дозволений розмір елементів) — але і про можливості реалізації на кристалі різних видів запам'ятовувальних пристроїв, аналогових схем, а також використання мідних міжз'єднань.

## Цифрові ASIC
Сучасні ASIC часто містять повноцінний 32-бітний процесор, блоки пам'яті (як оперативної, так і постійної) та інші великі блоки. Такі ASIC часто називають система на кристалі (англ. System-on-a-Chip, SoC).
При розробці цифрових ASIC для опису їхньої функціональності використовують мови опису апаратних пристроїв (HDL), такі як Verilog та VHDL.